# جکسون ریچاردسون
جکسون ریچاردسون (فرانسوی: Jackson Richardson‎؛ زادهٔ ۱۴ ژوئن ۱۹۶۹) بازیکن هندبال اهل فرانسه بود.
وی همچنین برندهٔ جوایزی همچون لژیون دونور (شوالیه) شده‌است.